# Johann Heinrich Offermann starší
Johann Heinrich Offermann starší (5. listopadu 1748 Monschau – 17. července 1793 Brno) byl německý soukeník, který v Brně jako jeden z prvních podnikatelů založil velkovýrobní vlnařskou firmu, která po čtyři generace výrazně ovlivňovala vývoj tohoto oboru v rakouské resp. rakousko-uherské monarchii.

## Život a práce zakladatele podnikatelské dynastie
Johann Heinrich Offermann se narodil v Severním Porýní na hranicích s Belgií ve městě Monschau do luteránské rodiny Wilhelma a Gertrudy Offermannových. Rod Offermannů byl spřízněn se slavným soukenickým rodem Scheiblerů, pocházejících z vesnice Imgenbroich severně od Monschau, kde dědeček Johanna Heinricha Matthias Offermann (1672–1744) položil základy pro velkovýrobu sukna.
Se zkušenostmi z otcovy soukenické živnosti přišel v roce 1776 do Brna, kde byl pak 10 let zaměstnán jako odborník v Köffillerově manufaktuře.
V roce 1786 založil soukenickou manufakturu (s vlastním kapitálem pouhých 3000 zl. a s podporou norimberského obchodníka Johanna Jakoba Herzogenratha). Když dostal v roce 1791 tovární oprávnění bylo v jeho brněnském provozu již 28 ručních tkalcovských stavů, dílna na výrobu příze, barevna tkanin a valcha. Mimo toho pro něj pracovalo 12 domáckých tkalců, celkem zaměstnával asi 1000 lidí. Za rok 1793 vykázala firma výrobu 800 kusů (asi 9000 m²) sukna.
V roce 1787 se v Prešpurku oženil s Marií Elisabeth roz. Schäfferovou, dcerou německého magistrátního rady Karla Schäffera, s kterou měl čtyři děti, z nichž první dvě zemřely krátce po narození.
Johann zemřel ve věku 44 let, jeho potomci však vedli jeho firmu dál s úspěchem až do začátku 20. století.

## Rodokmen Offermannů
- Wilhelm Offermann (1709–1779) + 1736 Katharina Gertrud Floß (1718–1781)
  - Mathias Anton Offermann (1737–1802) + 1764 Amalie Eichholz (1736–1810)
    - Karl Alexander (1770–1842) + Marie Anna Kadrnoschka (1789–1861)
    - Friedrich Wilhelm (1772–1803)

  - Katharina Gertrud Offermann (1742–?) + 1767 Johann Kaspar Forte (1734–1792)
  - Lucia Maria Offermann (1745–1782)
  - Maria Magdalena Offermann (1746–1783) + 1782 Heinrich Caspar Korte (1757–1804)[5]
  - Johann Heinrich Offermann (1748–1793) + 1787 Maria Elisabeth Schäffer (1767–1834)
    - Johann Heinrich (1788–1788)
    - Amalie (1789–1789)
    - Johann Heinrich (1791–1837)
    - Karl rytíř von Offermann (1792–1869), v letech 1856–1869 pán na Gattendorfu[6] + Karoline Katharina svobodná paní von Fries (1797–1838)[7]
      - Malwina (1816–?)
      - Maria Offermann (1817–1914), letech 1870–1896 paní na Gattendorfu + 1838 Joseph svobodný pán Laminet von Arztheim (1807–1876)[8][9]
      - Carolina (1818–?)
      - Phillipina (1819–1837)
      - Karl Julius svobodný pán von Offermann (1820–1894) + 1846 Marie Barbara Gülcher (1824–1879), + 1887 (1888) druhé manželství s Melanie hraběnkou Bukuwky von Bukuwka (* 1842),[10] kanovnicí z šlechtického kláštera „Maria Schul“ v Brně[11]
        - Iwan (1847–1922) + 1870 (1872) Stephanie von Laminet (1851–1930) - manželství rozvedeno, + 1895 Helene Schindler (1854–1914), dcera Antona Theodora Schindlera, viceprezidenta akciového cukrovaru v Doloplazech
        - Marie Theodora (1848–1849)
        - Karl Johann svobodný pán von Offermann (1850–1908) + 1875 Karoline svobodná paní von Geusau (1855–1931)[12]
          - Karl Wilhelm (1876–?)
          - Wilhelm (1877–1933)
          - Marie Amalie (1880–?)
          - Elisabeth (1884–1957) + Arthur Maria hrabě von Pachta[13]
          - Johann Heinrich (1886–1935)

        - Alfred (1851–1935) + Adolfine Bauer (1851–1905)
          - Margita Marie (1887–?)

        - Theodor Robert (1858–1858)
        - Elise (1858–?)
        - Edwin rytíř von Offermann (1861–1909) + Adele von Teuber (1864–1945)
          - Adele (1886–1915)
          - Maria (1892–1898)
          - Edwin Moritz svobodný pán von Offermann (1894–1971) + 1. Maria Ottilia baronka Korb von Weidenheim (1905–1995) + 2. Eugenie Auguste Ernestine Amalie hraběnka von Meraviglia-Crivelli (1896–1947)
            - Ernst Edwin Karl Maria svobodný pán baron von Offermann (1917–1994) + Georgine Olga Maria Valerie von Studnitz (1939–2018)[14]
              - Tassilo svobodný pán baron von Offermann (1963–1993)
              - Olga Eugenie Adeline Rosemarie svobodná paní baronka von Offermann (1966 Vídeň)[15]
                - Vivienne Jasmin Marginn Rose Offermann

            - Maria Susanne (1919–2003) + Louis Serenyi (1893–1957)

          - Melanie (1899–1975)

      - Theodor svobodný pán von Offermann (1822–1892)
      - Jakob Moritz (1824–1836)
      - Emil Moritz († 1829)[1][16]

## Podnikatelská činnost rodiny Offermannových
Marie Elisabeth Offermannová (1766-1837) jako žena ani Johannovi nezletilí synové nesměli vlastnit živnost. V roce 1793 proto převzal formálně vedení firmy Johannův bratr Mathias Anton (1737-1802), prakticky však řídila podnik Johannova vdova až do plnoletosti syna Karla (nar. 1792).
Když Karl Offermann převzal v roce 1814 vedení firmy, byl se 100 tkalcovskými stavy (po Mundym a Biegmannovi) třetím největším mezi tehdy asi 15 známými soukeníky v Brně. Zaměstnával asi 2000 lidí, z toho 1700 přadlen. (V brněnském soukenictví bylo celkem zaměstnáno cca 11 000 lidí, v provozu bylo 700 ručních stavů). Provoz Offermannovy manufaktury se modernizoval např. instalacemi: v roce 1803 s 13 postřihovacími stroji (patent bratrance Karla Alexandra), 1807 jednou spřádací soupravou (se 180 dopřádacími vřeteny modernizovanými a rozšířenými v roce 1836 na cca 500 vřeten tzv. mule-jenny), parní turbínou na pohon strojů (v roce 1824) a prvních mechanických tkacích strojů (1851).
V roce 1855 vyrobila firma 3000 kusů (cca 56 000 m) "širokého" zboží  a 4000 kusů (cca 75 000 m) "úzkých" tkanin. Od roku 1856 dodával Offermann ročně více než 100 000 metrů sukna pro rakouskou císařskou armádu.
Asi od roku 1869 vedl podnik Karl Julius (nar. 1820). Po jeho smrti v roce 1894 se z firmy stala komanditní společnost. Řízení podniku převzal společník Isidor Butschowitzer. Karl (nar. 1850), Alfred (nar. 1853) a Edwin (nar. 1861), Offermannové z poslední generace byli na činnosti podniku zúčastněni jen zděděným kapitálem. Na začátku 20. století bylo v provozu asi 200 tkacích strojů s víc než 500 zaměstnanci.
Po rozpadu rakousko-uherské monarchie nastaly velmi nepříznivé podmínky pro textilní podnikání (značně snížené možnosti odbytu zboží, investiční politika československé vlády). U Offermannů se stav hospodaření zhoršil natolik, že v roce 1928 firma skončila v insolvenci.

### Veřejná a sociální činnost Offermannových
Offenmannové byli v roce 1863 rakouským císařem povýšeni do šlechtického stavu a od roku 1874 se směli jmenovat Freiherr von Offermann.
Sociální výhody zaměstnanců firmy byly po celou dobu její existence nadprůměrné. Offermannové byli ve všech generacích aktivně činní v brněnské evangelické obci.
Karl Offermann (nar. 1892) byl ředitelem brněnských zahrad a zasloužil se zejména o zvelebení městských parků.

## Galerie snímků z činnosti Offermannů

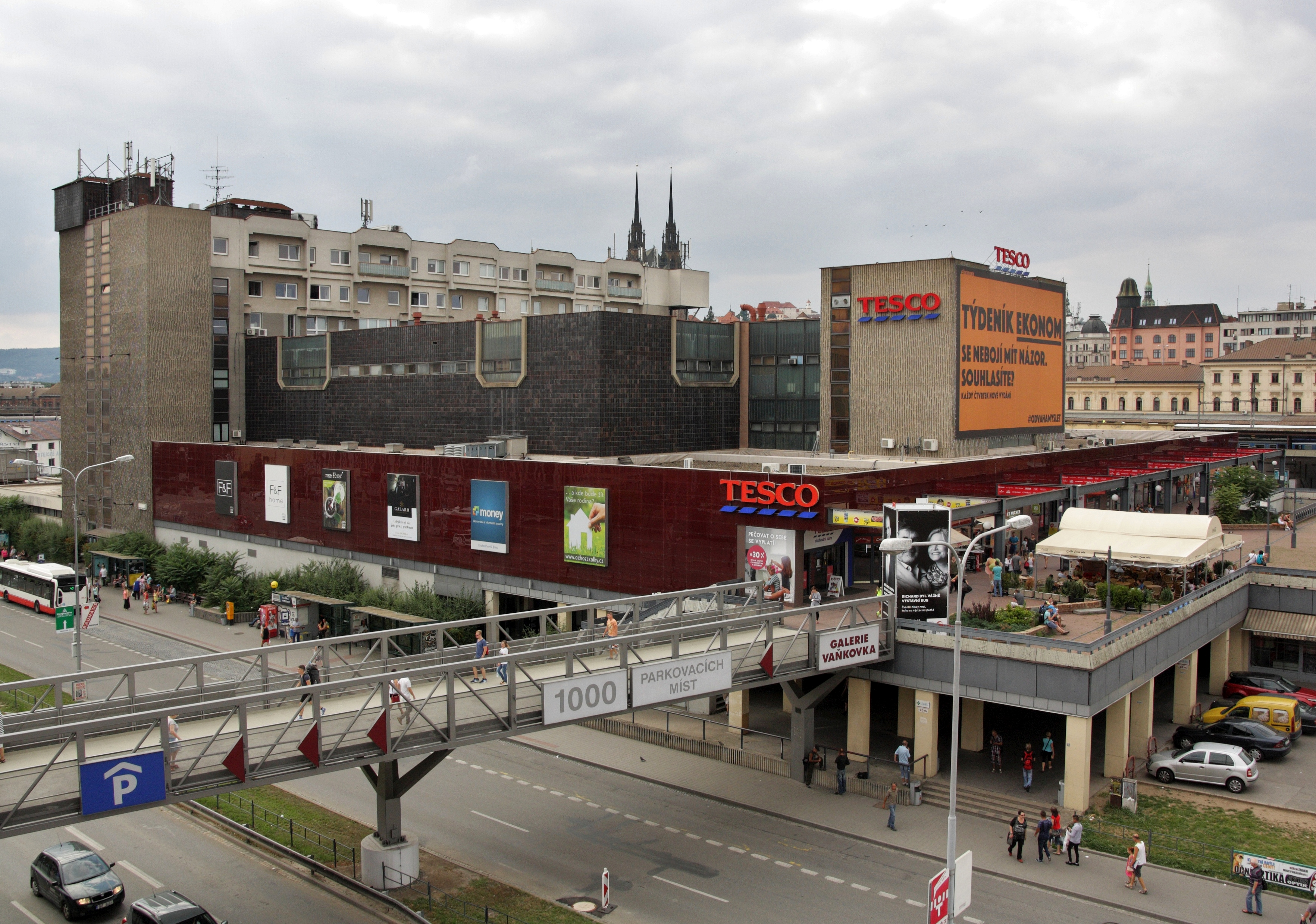
Brno, ulice Úzká, část bývalého areálu firmy Offermann (snímek z roku 2016)
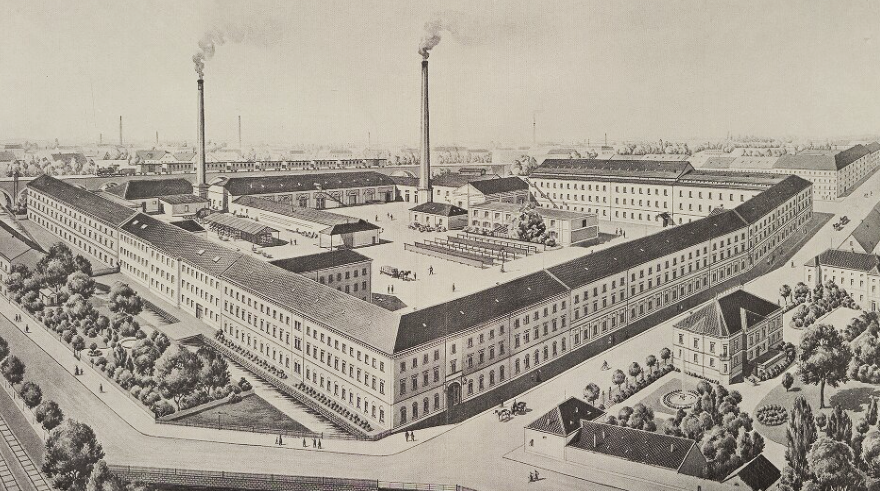
Offermannova továrna (nákres ze začátku 20. století)
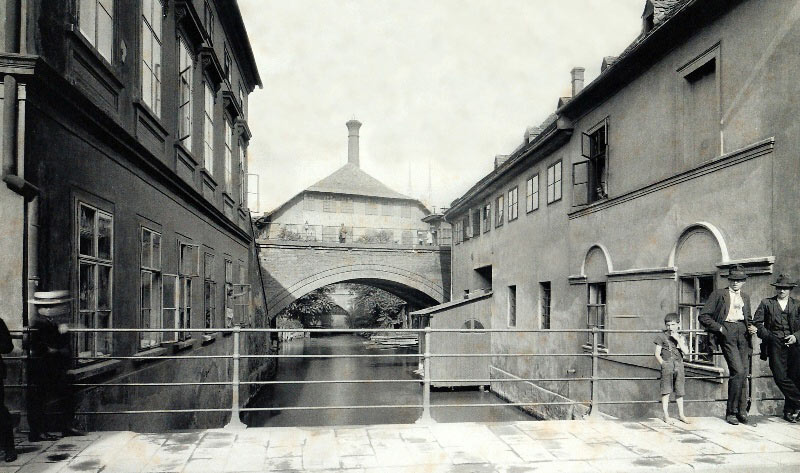
Offermannova továrna (v pozadí) v roce 1906
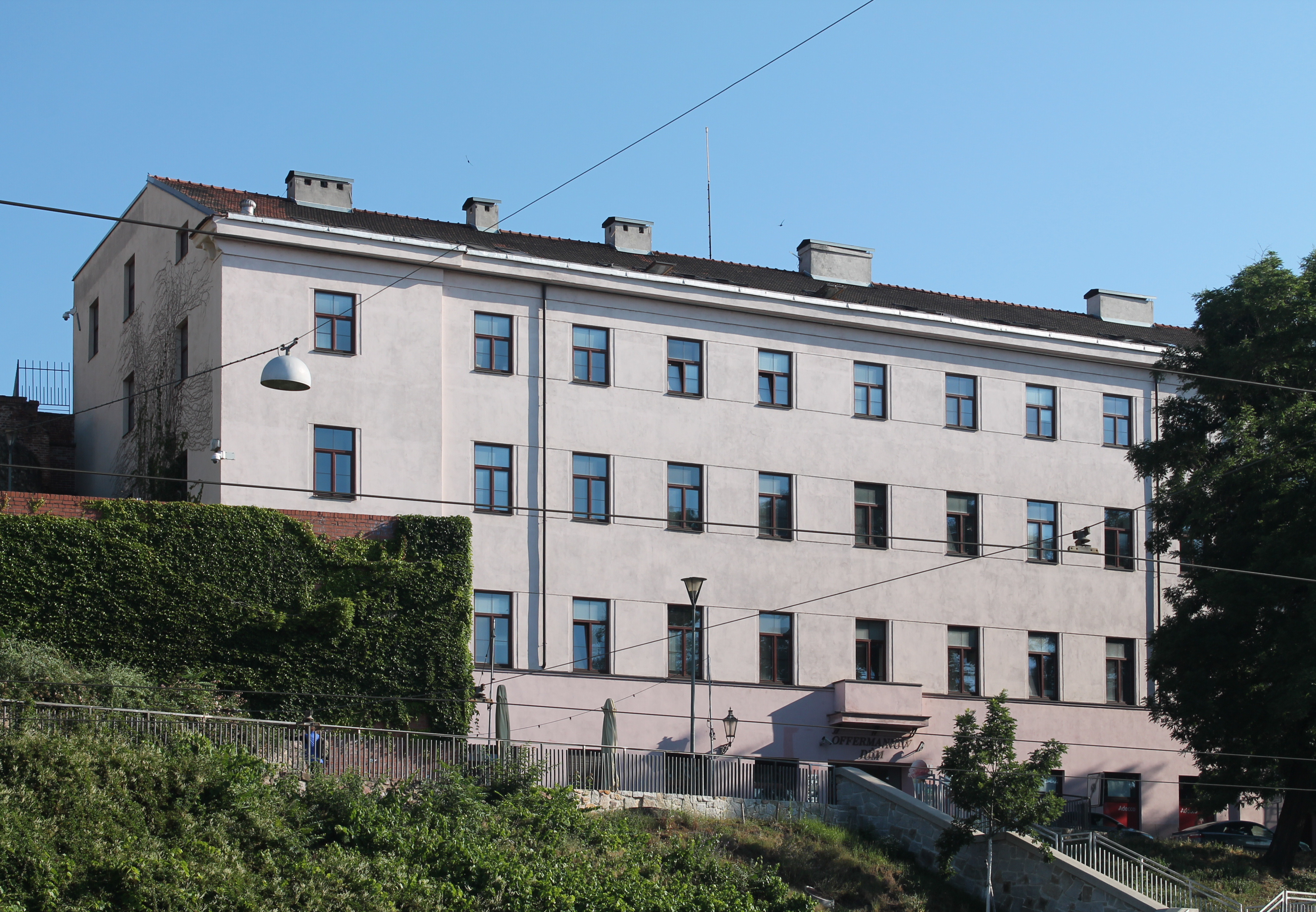
Offermannův dům v Brně, ulice Bašty č.8
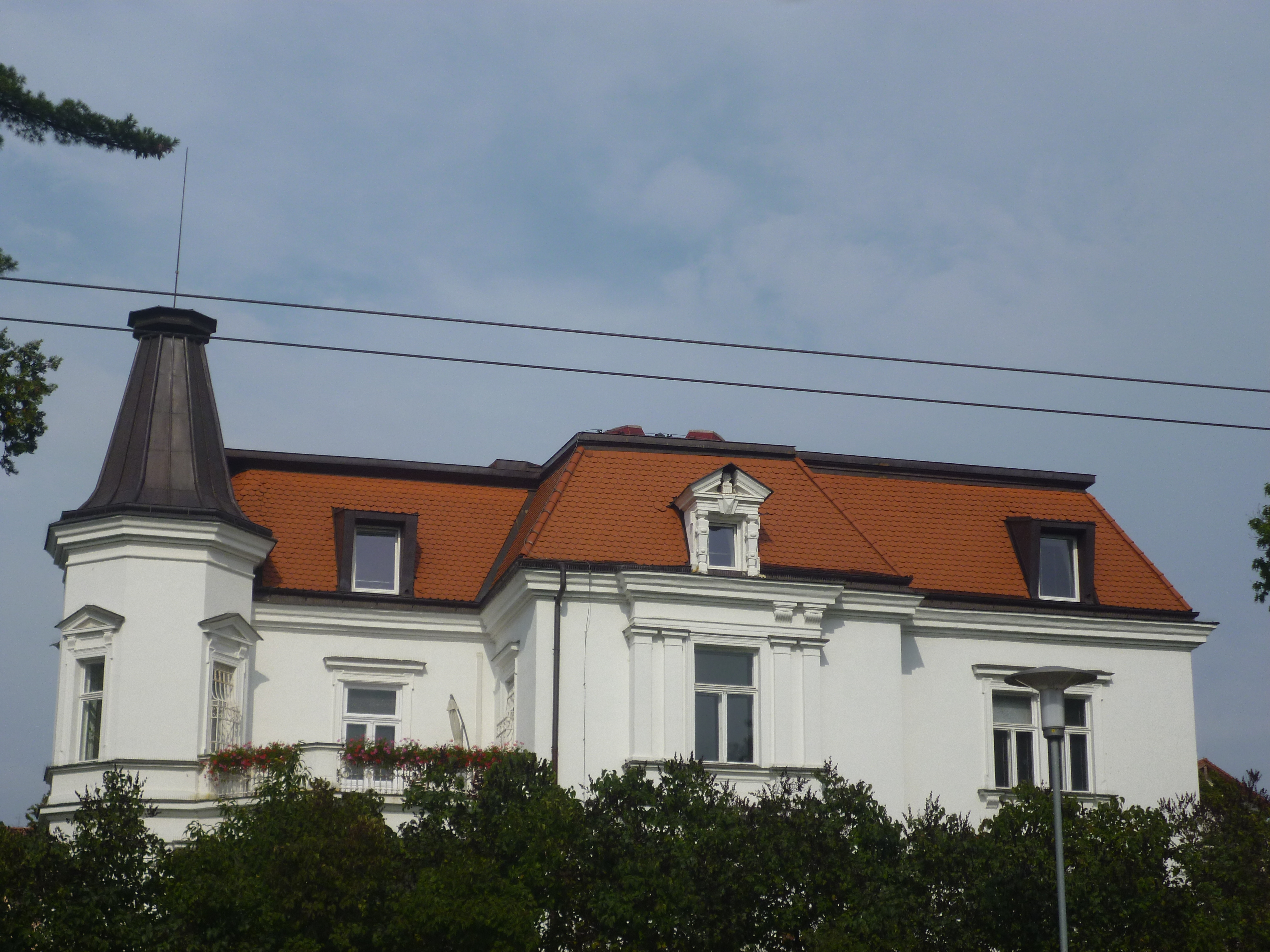
Vila Krla Offermanna v Brně, Hllinky č.150
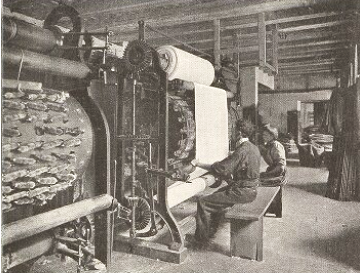
Počesávací stroje na sukno (19. století v Brně)
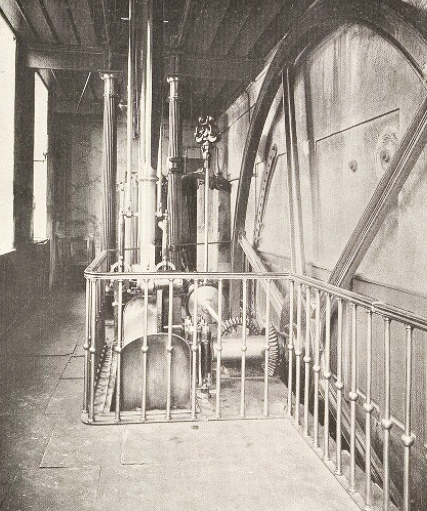
Parní stroj v továrně Offermann v Brně 1851